# Schwertboot

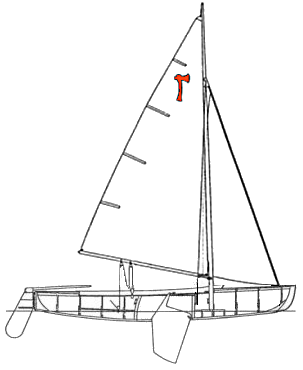
Seitenansicht (Riss) des Schwertbootes Pirat mit gesenktem Mittelschwert

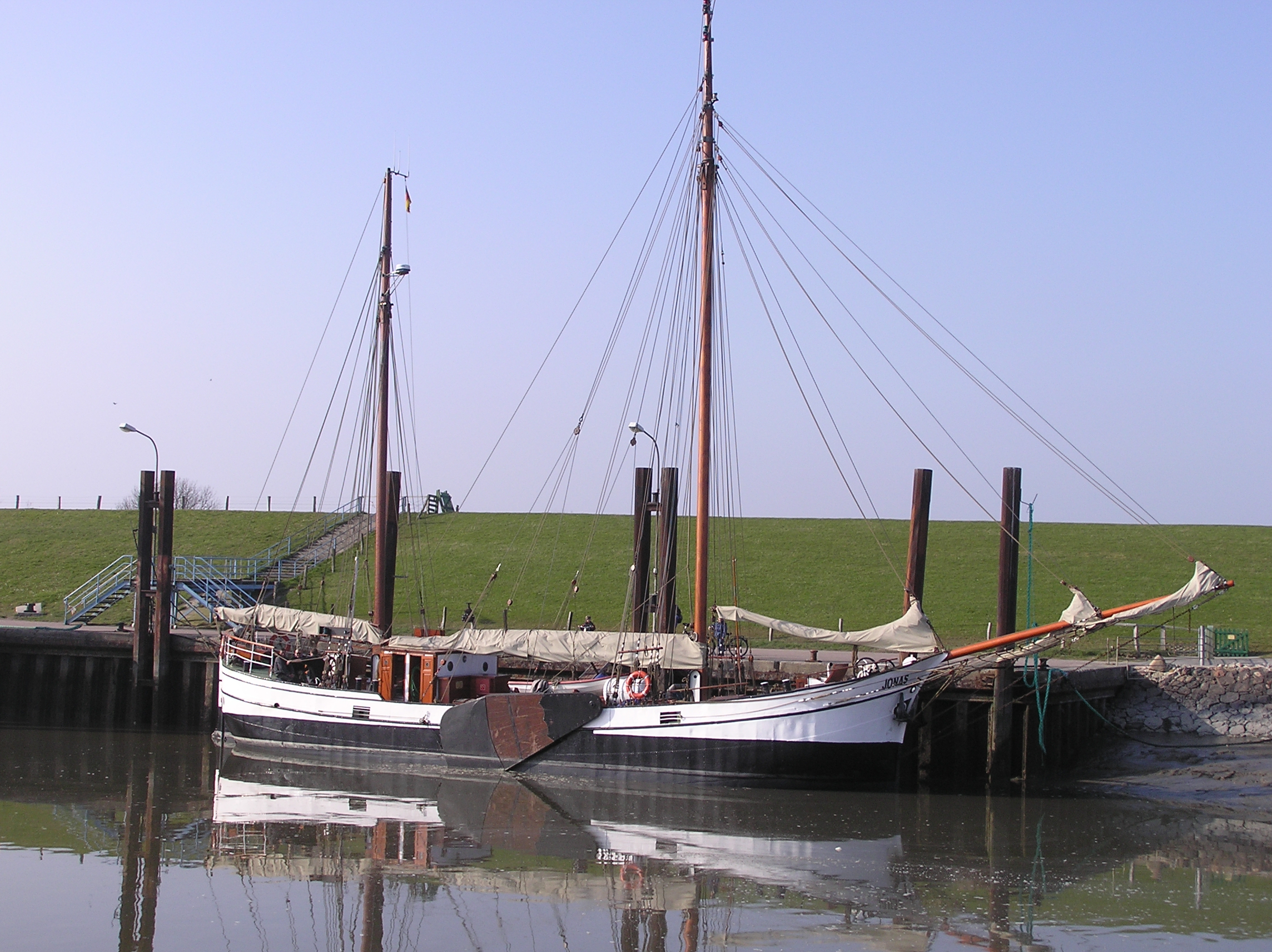
Ewer Jonas von Friedrichstadt im Hafen von Pellworm mit den typischen Seitenschwertern (hier im angehobenen Zustand)

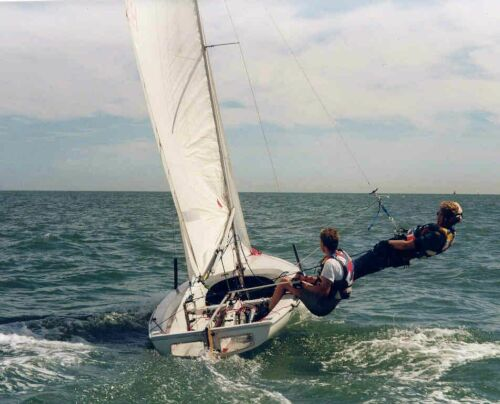
Eine Javelin bei Gleitfahrt wird von der Mannschaft im Trapez gesegelt

Als Schwertboote bezeichnet man Segelboote oder Segelschiffe, die ein flaches Unterwasserschiff besitzen und bei denen zur Verminderung der Abdrift bei Halbwind- oder Am-Wind-Kurs der Lateralplan durch den Einsatz beweglicher Schwerter vergrößert wird.
Schwertboote haben formstabile Rümpfe. Ihr aufrichtendes Drehmoment wird nicht wie bei Kielbooten durch einen Ballastkiel, sondern durch entsprechende Formgebung des Rumpfquerschnittes erreicht. Schwertboote sind im Allgemeinen relativ breit. Die Masthöhe und die gefahrene Segelfläche sind im Verhältnis zur Rumpfgröße geringer als bei Kielbooten. Schwertboote besitzen bei leichter Krängung (Neigung) ein sehr hohes aufrichtendes Moment aufgrund ihrer Formstabilität. Dieses aufrichtende Moment nimmt jedoch mit zunehmender Krängung stark ab, so dass es zur Kenterung kommen kann. Bei Kielbooten ist es umgekehrt, bei leichter Krängung ist das aufrichtende Moment gering und nimmt bei zunehmender Krängung zu, sodass sie kaum kentern können bzw. sich nach einer Kenterung von alleine wieder aufrichten.
Moderne Schwertboote sind heute mit Mittelschwertern ausgerüstet. Dabei wird das Schwert in einem Schwertkasten gehalten. Diese Bauweise wurde 1815 in den USA erfunden, setzte sich in Deutschland aber erst nach 1875 durch.
Vorher benutzte man für flachgehende Segelschiffe Seitenschwerter, wie sie noch heute bei den traditionellen holländischen Plattbodenschiffen üblich sind. Solche Schiffe konnten somit auch in Flachwasserrevieren – beispielsweise flachen Küstengewässern, Boddengewässern, Binnenseen und Flüssen – segeln. Diese Seitenschwerter werden heutzutage mittels einer Winsch bedient.
Seitenschwerter werden vornehmlich bei Am-Wind-Kurs oder Halb-Wind-Kurs auf der Leeseite, der durch die Krängung tiefer eingetauchten Schiffsseite, abgesenkt, während das Schwert auf der Luvseite eingezogen bleibt. Während eines Wendemanövers ändern sich Luv- und Leeseite, so dass das eine Schwert abgesenkt und das andere eingezogen wird.
In der ersten Hälfte des 19. Jahrhunderts waren die Seitenschwerter in der Nord- und Ostsee weit verbreitet, beispielsweise waren die Zeesenboote der pommerschen Boddengewässer oder die Ewer der Friesen damit ausgerüstet. Auch außerhalb Europas wurden Seitenschwerter eingesetzt, manche chinesischen Dschunken werden bis heute mit Seitenschwertern gefahren.
Zu den Schwertbooten mit Mittelschwert gehören die Jollen und Jollenkreuzer, bestimmte Kuttertypen sowie Zeesenboote. Die Plattbodenschiffstypen Ewer und Tjalk sind Schwertboote mit Seitenschwertern. Besegelte Faltboote führen ebenfalls außenbordige Seitenschwerter. Bei Jollen gibt es jedoch auch die Ausstattung mit zwei Schwertern. Diese werden in zwei Schwertkästen an den Bordseiten innerhalb des Bootsrumpfes gefahren. Weil jeder dieser Schwertkästen das jeweilige Schwert in der Position der Kimm hält, nennt man solche Boote Kimmschwerter oder Kimmschwertboote.
Bei schmalen Schwertbooten wird das mit zunehmender Krängung abnehmende aufrichtende Moment durch Gewichtstrimm seitens der Bootsmannschaft ausgeglichen.
Eine Sonderstellung nehmen die Kielschwertboote ein. Sie sind eigentlich zu den Kielbooten zu zählen. Sie besitzen jedoch ein aufholbares Schwert in Kombination mit einem Flossenkiel. Der Flossenkielteil ist nach unten hin kürzer (Stummelkiel) als bei vergleichbaren Schiffskonstruktionen. Er gewährleistet weitgehend die Gewichtsstabilität des Rumpfes. Das Schwert ragt im gesenkten Zustand über diesen Stummelkiel hinaus und optimiert somit den Lateralplan.
Auch mit gehobenem Schwert können bestimmte Kurse in flachem Wasser gesegelt werden.